# Penitent (katolicyzm)
Penitent (łac. paenitens – pokutujący) – w Kościele katolickim osoba przystępująca do sakramentu pokuty (spowiedzi).
Od wewnętrznego przygotowania (dyspozycji) penitenta zależy ważność przyjętego sakramentu. Penitent powinien przypomnieć sobie swoje grzechy i szczerze je wyznać, żałować za nie i pragnąć poprawy. Brak któregoś z tych integralnych elementów dyspozycji powoduje, iż spowiedź jest nieważna (tak jakby jej nie było). Jeśli ów brak uwidacznia się podczas spowiedzi (np. penitent wprost mówi, że nie żałuje, albo wskazuje okoliczności, które uniemożliwiają poprawę), spowiednik nie może udzielić rozgrzeszenia, a nawet jeśli wypowie formułę rozgrzeszenia, jest ona nieskuteczna. Podobnie jest w przypadku, gdy braki dyspozycji są utajone (spowiednik o nich nie wie).
Spowiedź, tak jak inne sakramenty, jest ważna ex opere operato, tzn. samym faktem jej dokonania (nie może np. być uznana za nieważną ze względu na osobę spowiednika).
Prawa i obowiązki penitenta i penitencjariusza (spowiednika) reguluje Kodeks Kanoniczny z 1983 r. w Księdze IV zatytułowanej UŚWIĘCAJĄCE ZADANIE KOŚCIOŁA w Tytule IV Sakrament Pokuty. Kanony 959-997.